# ナイス (神奈川県の企業)
ナイス株式会社は、神奈川県横浜市鶴見区に本社を置く住宅建築用資材の国内流通・輸入販売事業、住宅分譲・不動産仲介事業などを行っている会社である。
以前はナイス日榮という社名であったが、無関係の商工ローン業者「日栄」（現：日本保証）と混同され、会社のイメージを損なうことから、2000年に「日榮」を取ってナイスという社名となった。

## 沿革
- 1950年 - 市売木材株式会社として設立。
- 1959年 - 木材に加え、建材・住設機器・住宅用部材全般の販売に着手。
- 1962年 - 東京証券取引所市場第2部に上場。
- 1971年 - 日榮住宅資材株式会社に社名変更、マンション分譲事業開始。
- 1971年 - 名古屋証券取引所市場第2部に上場。
- 1972年 - 一戸建住宅分譲事業開始。
- 1973年 - 東京・名古屋証券取引所市場第1部に昇格。
- 1988年 - 日榮不動産株式会社に社名変更。
- 1995年 - ナイス日榮株式会社に社名変更。
- 2000年 - ナイス株式会社に社名変更。
- 2007年 - 持株会社への移行により社名をすてきナイスグループ株式会社に変更。
- 2009年 - 名古屋証券取引所上場廃止。
- 2016年 - 菊池建設株式会社を買収
- 2019年 - 東京証券取引所より特設注意市場銘柄の指定を受ける[2]。
- 2020年 - 完全子会社のナイスを合併し、社名をナイス株式会社に戻す。東京証券取引所より特設注意市場銘柄の指定解除を受ける[3]。
- 2021年 - ヤマダホールディングスと資本業務提携を締結。第三者割当増資によりヤマダホールディングスが筆頭株主となる[4]。

## 関連会社

### 建築資材事業
- ナイス物流株式会社 - 貨物運送事業・倉庫業
- ナイスプレカット株式会社 - 木材製品の製造、加工及び販売
- テクノワークス株式会社 - 建築工事の設計・施工・あっせん並びに請負
- パワービルド株式会社 - 金物工法用金物部材の製造・販売
- ウッドファースト株式会社 - 木材の製材・加工
- 中央住材株式会社 - 住宅資材卸売事業
- カネハナ住材株式会社 - 住宅資材卸売事業
- プロコンビニ株式会社 - 建築用品の販売
- ホクリク住材株式会社 - 住宅資材卸売事業
- スマートパワー株式会社 - 太陽光発電システムの開発・販売
- 株式会社アルボレックス - 木材・木製品の製造
- NICE INTERNATIONAL AMERICA CORP. - 北米産の木材などの輸出
- NICE INTERNATIONAL CANADA CORP. - 北米産の木材などの輸出
- SUTEKI EUROPE CORP. - 木材製品の製造・加工及び販売・注文住宅の企画販売・一戸建住宅住宅の販売
- THE NICE KOREA CORP. - 貨物運送事業・倉庫業・木材製品の製造・加工及び販売

### 住宅事業
- ナイスコミュニティー株式会社 - 「ニックハイム・ナイスアーバン・ノブレス」ブランドのマンションの総合管理
- ナイス賃貸情報サービス株式会社 - マンションなどの賃貸の仲介及び管理
- 横浜不動産情報株式会社 - 法人向け不動産仲介
- ナイスエスト株式会社 - 不動産の管理、売買、賃貸借及び仲介、マンションの販売
- パワーホーム青森株式会社 - 建築工事の設計・施工・あっせん並びに請負、一戸建住宅の販売
- パワーホーム三重株式会社 - 建築工事の設計・施工・あっせん並びに請負、一戸建住宅の販売
- パワーホーム大阪株式会社 - 建築工事の設計・施工・あっせん並びに請負、一戸建住宅の販売
- パワーホーム南大阪株式会社 - 建築工事の設計・施工・あっせん並びに請負、一戸建住宅の販売
- パワーホーム姫路株式会社 - 建築工事の設計・施工・あっせん並びに請負、一戸建住宅の販売
- ナイスホーム四国株式会社 - 建築工事の設計・施工・あっせん並びに請負、一戸建住宅の販売
- パワーホーム香川株式会社 - 建築工事の設計・施工・あっせん並びに請負、一戸建住宅の販売
- プレステージホーム沖縄株式会社 - 建築工事の設計・施工・あっせん並びに請負、一戸建住宅の販売
- フェニーチェホーム南洋株式会社 - 建築工事の設計・施工・あっせん並びに請負、一戸建住宅の販売
- フェニーチェ東北ホーム株式会社 - 建築工事の設計・施工・あっせん並びに請負、一戸建住宅の販売
- フェニーチェホーム気仙沼株式会社 - 建築工事の設計・施工・あっせん並びに請負、一戸建住宅の販売
- フェニーチェほっとリビング株式会社 - 建築工事の設計・施工・あっせん並びに請負、一戸建住宅の販売
- フェニーチェホーム熊本株式会社 - 建築工事の設計・施工・あっせん並びに請負、一戸建住宅の販売
- リナイス株式会社 - 不動産の売買、賃貸、管理およびその仲介、建築工事の設計、管理およびその請負
- 菊池建設株式会社 - 神社仏閣を含む建築工事の設計・施工・あっせん並びに請負、注文住宅の企画・販売
- SUTEKI AMERICA CORP. - 一戸建住宅の販売
- SUTEKI KOREA CORP. - 一戸建住宅の販売
- PT. SUTEKI NICE INDONESIA - 一戸建住宅の販売
- SUTEKI AUSTRALIA CORP. - 一戸建住宅の販売

### 建築工事事業
- ナイスリフォームプラザ株式会社 - 増改築工事の請負
- ナイスユニテック株式会社 - マンション設備・室内工事
- 三友ビルド株式会社 - 建築工事の請負

### 情報サービス事業
- 木と住まい総合研究所株式会社 - 住宅及び建築用資材等並びに建築工法に関する調査・研究
- 木構造建築センター株式会社 - 建築設計事務所
- すてきローンセンター株式会社 - 住宅ローンの事務代行
- ナイスビジネスサポート株式会社 - 各種情報の収集・処理・提供

### コンサルティング事業
- ナイス経済研究センター株式会社 - 企業経営に関するコンサルタント業務及び企業診断
- プロパティオン株式会社 - 住宅履歴の運用・管理

### ソフトウェア開発・販売事業
- ナイスコンピュータシステム株式会社 - 木材・住宅業界の業務用ソフトの開発及び、販売

### ケーブルテレビ事業
- YOUテレビ株式会社 - 一般放送事業ほか

### その他
- NPO法人 住まいの構造改革推進協会 - 木造住宅の耐震診断、耐震改修を促進

- スマートウェルネス体感パビリオン - スマートウェルネス住宅の普及促進に向けた体感型パビリオン

### 過去の関連企業
- ナイスライブピア株式会社 - 地域に密着したホームセンター、1993年に開業し2016年7月31日に廃業する。2017年9月29日付で清算結了[5]。
- ステキホームホールディングス株式会社 - 2017年10月1日に子会社のナイスホーム株式会社と共にナイス株式会社に吸収合併され、解散[6]。

## 不動産事業
「ナイスアベニュー」の名称で建築条件付宅地あるいは建売住宅の分譲による開発・販売を横浜市・新潟市・郡山市・浜松市・高崎市などで行っている。また、2010年には鶴見駅前のシークレイン内のタワーマンション「ロイヤルタワー横濱鶴見」を分譲している。

## 金融商品取引法違反に関する捜査・特設注意市場銘柄の指定
2019年5月16日、横浜地方検察庁は証券取引等監視委員会と合同で、金融商品取引法違反（有価証券報告書の虚偽記載）疑いにより、すてきナイスグループの家宅捜索を行った。
2019年5月20日に創業家出身のAがグループ全社の取締役を、Bがすてきナイスグループとナイスの取締役を辞任した他、木暮博雄代表取締役社長も代表権を返上した。後任の代表取締役社長には取締役であった杉田理之が就任。新社長は同日午後に記者会見を開き、架空売上計上について「通常の取引で粉飾には当たらないと認識している」として粉飾決算疑惑を真っ向から否定した。Cも同年5月30日にグループ全社の取締役を辞任した。
2019年7月25日、横浜地方検察庁はA元代表取締役会長・B元代表取締役副会長・C元取締役の3人を金融商品取引法違反（有価証券報告書の虚偽記載）の容疑で逮捕した。すてきナイスグループは7月24日、事実関係などを検証していた第三者委員会から調査報告書を受領したと発表。
2019年9月13日、横浜地方検察庁はC元取締役を不起訴処分とした。
これを受けて、すてきナイスグループは2019年8月1日に、2014年3月期から2018年3月期までの有価証券報告書並びに、2015年3月期第一四半期から2019年3月期第三四半期までの四半期報告書を、訂正処理を行ったうえで関東財務局へ提出。同年8月23日に、創業家と決別する、組織改革を実施するなどの再発防止策を発表し、同時に木暮と取締役2人はグループ全社の取締役を辞任した。東京証券取引所は同年9月20日に、内部管理体制が未だに不十分であり、2014年3月期から2019年3月期までの決算が虚偽であったとして、すてきナイスグループを特設注意市場銘柄に指定した。
2020年9月3日、ナイスは金融商品取引法違反に関して、A元代表取締役会長・B元代表取締役副会長・C元取締役の3人との間で、損害賠償として、3人が1億4200万円の補償金をナイスに支払うこと、A元代表取締役会長が全株式を保有するゼニヤニシサダ株式会社及びエイワ設計株式会社の全株式をグループ会社が取得する事で合意した。
東京証券取引所は2020年12月19日、内部管理体制が改善されたとして、特設注意市場銘柄の指定を解除した。
2021年3月12日、法人としてのナイス・A元代表取締役会長・B元代表取締役副会長に対する第一審が横浜地方裁判所で行われ、法人としてのナイスに対して罰金1000万円、A元代表取締役会長に対して懲役2年6か月・執行猶予4年、B元代表取締役副会長に対して懲役1年6か月・執行猶予3年の判決をそれぞれ言い渡した。A元代表取締役会長とB元代表取締役副会長は判決を不服として東京高等裁判所へ即日控訴したが、ナイスは控訴せず、横浜地裁における第一審判決が確定した。
ナイスは、多額の借入金が元で金融商品取引法違反を引き起こしたり、特設注意市場銘柄の指定を受けたことを受けて、銀行借り入れ以外の資金調達方法を模索していた。ナイスは2021年7月16日にヤマダホールディングスと資本業務提携を締結。同年8月2日にヤマダホールディングスに対して第三者割当増資を実施し、ヤマダホールディングスが筆頭株主となった。なお、ヤマダホールディングスから役員を送り込まれる予定はないという。
2022年12月1日、A元代表取締役会長・B元代表取締役副会長に対する控訴審が東京高等裁判所で行われた。「取引は実態が認められ、原判決には重大な事実誤認がある」として、両被告を執行猶予付きの有罪とした一審判決を破棄し、審理を横浜地方裁判所に差し戻した。